# Delo Jožeta Plečnika
Ta članek se ukvarja s Plečnikovim delom.

## Dunaj

### Zacherlova hiša
Poslovna stavba v dunajskem mestnem jedru, Brandstätte 6.

## Praga

### Preureditev graduHradčani
- Španska dvorana. Stopnišče ni Plečnikovo delo.
- Vrt na grajskem braniku
- Detajl na hodniku iz tretjega dvorišča na južni vrt

### Cerkev svetega Srca Jezusovega v Pragi
- Cerkev svetega Srca Jezusovega v Pragi
- Stranski vhod
- Notranjost cerkve

## Ljubljana

### Kronologija
- 1920 – Stavba Tehniške fakultete ob Aškerčevi cesti ("Stara tehnika"; zdaj stari del Fakultete za farmacijo)
- 1926 – Ureditev Šentjakobskega trga in Zoisove ceste, končana do 1927. leta.
- 1927 – Dokonča ureditev Zbornice za trgovino, obrt in industrijo na Beethovnovi 10.
- 1929 – Ureditev Trga francoske revolucije, začel je tudi urejati nabrežine in mostove na Ljubljanici v Trnovskem pristanu.
- 1930 – Dokonča ureditev župnijske cerkve sv. Frančiška Asiškega z notranjo opremo v Šiški, dokonča Vzajemno zavarovalnico na Miklošičevi cesti.
- 1931 – Uredi (danes Jakopičevo) sprehajališče v Tivoliju (Plečnikova promenada)
- 1932 – Projektira in uredi Tromostovje, prične z ureditvijo zunanjosti cerkve sv. Florijana in Gornjega trga.
- 1933 – Projektira in uredi Čevljarski most in tlakovanje poti na Ljubljanski grad.
- 1934 – Dokonča zgradbo »Peglezen« na Poljanski 1.
- 1935 – Dokonča ureditev Šanc in sprehajališče na Ljubljanski grad.
- 1936 – Začetki načrtovanja poslovilnih objektov na Žalah, dokončani 1942 (Plečnikove Žale)
- 1936 – Začne s projektom gradnje Narodne in univerzitetne knjižnice v Ljubljani, Turjaška 1.
- 1937 – Prične z gradnjo podružnične cerkve sv. Mihaela v Črni vasi na ljubljanskem barju. Nadaljuje načrtovanje za Žale.
- 1938 – Izvede ureditev rimskega zidu na Mirju in obnova Marijinega stebra.
- 1939 – Projektira in uredi zapornico na Ljubljanici.
- 1940 – Opravi zaključna dela na Narodni in univerzitetni knjižnici.
- 1941 – Dokonča Uršulinsko gimnazijo na Šubičevi 1 in zaključi dela na (orlovskem) stadionu za Bežigradom.
- 1944 – Dokonča Ljubljansko tržnico.
- 1947 – Izdela projekt za slovenski parlament, ki ni bil izveden.
- 1951 – Prične izdelovati projekt za obnovo Križevniškega samostana – Križanke.
- (1952 – Izdela študijo za Slovenski dom v Trstu)
- 1956 – Zaključuje delo pri obnovi Križank.

### Zbornica za trgovino, obrt in industrijo
Leta 1927 je Plečnik adaptiral stavbo (notranjost) za potrebe Zbornice za trgovino, obrt in industrijo. Sedaj je v objektu Ustavno sodišče.
- Zbornica za Trgovino, obrt in industrijo v Ljubljani

### SprehajališčeTivoliv Ljubljani (Plečnikova promenada, danesJakopičevo sprehajališče)
Naredil je načrt za osrednje sprehajališče, ki se nahaja v podaljšku Cankarjeve ceste in vodi do Tivolskega gradu. Ob tem sprehajališču je takrat stal Jakopičev paviljon, namenjen manjšim slikarskim razstavam. Vse svetilke so rekonstruirane.
- Sprehajališče v Tivoliju v Ljubljani

### Poslovno stanovanjska zgradba»Peglezen«na Poljanski ulici (Ljubljana)
Zgrajena je bila leta 1934.

### Šancena Ljubljanskem gradu
Ostanke utrdb na grajskem griču v Ljubljani je preuredil v zanimivo sprehajališče.

### Narodna in univerzitetna knjižnica
Verjetno največje Plečnikovo delo v Ljubljani je Narodna in univerzitetna knjižnica (NUK). Zgrajena je kot tlorisno nepravilen pravokotnik s štirimi štirinadstropnimi robnimi trakti. Zunanjost je zgrajena iz opeke, ki jo dopolnjujejo neenakomerni in različno obdelani kamniti kvadri in izbočena okna. Skozi mogočen vhodni portal z vratnicami, oblečenimi v baker, se odpre pogled in dostop do reprezentančnega stopnišča v prvo nadstropje. Tu je velika čitalnica, ki obsega višino štirih nadstropij. V notranjosti stavbe je vrsta lepih arhitekturnih detajlov, delno iz zglajenega podpeškega apnenca (in ne marmorja kot zmotno misli prenekateri), delno iz brona ali (oplemenitenega ?) lesa. Fasado ob Gosposki ulici krasi mogočen kip Mojzesa (delo kiparja Lojzeta Dolinarja, ki v portretni glavi spominja na lik impresionista Riharda Jakopiča.
- NUK, pogled iz Vegove ulice
- Kip Mojzesa na vzhodni fasadi poslopja

### Ljubljanske Žale
Žale so osrednje in največje pokopališče v Ljubljani. Po njegovih načrtih je zgrajen mogočen slavoločni vhod, molilnica in 14 mrliških vežic, poimenovanih po župnijskih zavetnikih in svetnikih. Vhod, ki ima reminiscence na elemente antike, daje občutek miru in tišine. Na vrhu vhoda je kip Kristusa na zunanji in kip Marije na notranji strani stebriščnega portala, delo Borisa Kalina.

### Pokrite tržnice v Ljubljani (Plečnikova tržnica)
Tu je uspel združiti umetnostno in krasilno funkcijo z željo naročnika. Zgrajene so v rahlem loku na bregu Ljubljanice na mestu srednjeveškega obzidja, na katerega spominjajo s svojo mogočno arhitekturo.
Začnejo se s cvetličnim paviljonom, nadaljujejo z odprto tržno lopo in ribarnico. V ribarnico vodijo zavite stopnice in imajo polkrožni pomol, ki spominja na srednjeveški stolp v obzidju. V nadaljevanju so arkadni prostori, ki jih prekinjajo odprte loggie z vodnjakom. Plečnik je načrtoval tudi most za pešce čez Ljubljanico, ki pa ni bil zgrajen; nadomestil ga je nov most.

### Centralni stadionv Ljubljani
Po Plečnikovih načrtih so parcelo gramoznice uredili za evharistični kongres in postopoma uredili v stadion. Prostor so obzidali z opečnim zidom, ki ima na vzhodni strani kasneje postavljeno odprto stebriščno lopo.
Za evharistični kongres leta 1935 so dozidali odprto oltarno tribuno. Streho tribune, ki jo podpirajo mogočni stebri, krasi balustrada. Iz telovadnega in atletskega stadiona so kasneje naredili nogometni stadion.

### Zapornica na Ljubljanici
Leta 1939 je Plečnik za potrebe vzdrževanja stalnega vodostaja reke Ljubljanice izdelal načrt za zidavo rečne zapornice.
- Zapornica na Ljubljanici
- Zapornica na Ljubljanici Vzh.

### Plečnikov parlament
Plečnikov parlament je eden od simbolnih in utopičnih, nerealiziranih projektov.

### Križanke v Ljubljani
Plečnik je Križanke, nekdanji samostan nemškega viteškega reda, predelal v današnje letno prizorišče Ljubljanskega festivala.

### Tromostovje v Ljubljani
Najbolj znana skupina mostov čez Ljubljanico je Tromostovje. Stari Špitalski most so leta 1842 nadomestili s kamnitim. Ko je postal ovira, (čezenj je vozil tudi tramvaj) ga Plečnik ni zamenjal s širšim, ampak je ob straneh zgradil še dva mostova, brvi za pešce. Povezal jih je z balustradami in svetilkami. Tako, da so sedaj trije mostovi skupaj in od tu tudi ime Tromostovje. Balustrade so zamenjali v začetku devetdesetih let.

### Čevljarski most v Ljubljani
Eden od najstarejših lesenih mostov v Ljubljani je stal na lokaciji, kjer je sedaj Čevljarski most, imenovan tudi Šuštarski most. Na mestu lesenega je kasneje stal stal kovinski Hradeckega most, ki ga je dal Plečnik od tu odstraniti med prenovo nabrežja Ljubljanice, l.1931.  
Plečnikov (nikdar realizirani) Mesarski most pri Tržnicah, je bil načrtovan kot pokriti most, iz česar lahko sklepamo, da so bili Plečniku pokriti mostovi všeč. Morda je to posledica njegovega študijskega potovanja po Italiji in vpliv slavnega mostu Rialto v Benetkah. Rialto s svojo balustrno ograjo, je bil prav tako zgled za oblikovanje Tromostovja.
Današnji Mesarski most čez Ljubljanico, katerega skupni imenovalec s Šuštarskim mostom je zasnova mostu kot trga nad vodo oz. srečevališča med dvema obrežjema, je bil postavljen šele leta 2010. Most je oblikovala skupina ATELIER arhitekti.
Veliko vlogo pri sodobni prenovi mostov in nabrežij Ljubljanice je v preteklem desetletju odigral ljubljanski podžupan in profesor na Fakulteti za arhitekturo v Ljubljani, Janez Koželj s svojimi študenti in sodelavci.

### Vzajemna zavarovalnica
Sedaj Zavarovalnica Triglav, blizu ljubljanske železniške postaje. Asistent pri gradnji je bil njegov študent F. Tomažič.

## Ostali objekti v Ljubljani
- Plečnikova hiša v Trnovem
- Ureditev Vegove ulice
- Ureditev Kongresnega trga
- Baragovo semenišče, Akademski kolegij (za Gospodarskim razstaviščem)
- Ureditev pokopališča Navje, del pokopališča pri sv. Krištofu

## Ostala mesta v Sloveniji in zamejstvu

### Ljudska posojilnica v Celju
Stavbo celjske Ljudske posojilnice so zgradili med letoma 1928 in 1929. Tu na Vodnikovi ulici je danes sedež Banke Celje. Plečnikova Ljudska posojilnica predstavlja najpomembnejšo stavbo v Celju med obema svetovnima vojnama. Glavni vhod s stebriščnimi balkoni se nahaja na križišču med Stanetovo, Cankarjevo in Vodnikovo ulico.

### Ostala dela
- Most v Kamniku
- cerkev sv. Benedikta v Stranjah (J-vhod)

## Sakralno posodje
Poleg gradnje in obnov sakralnih objektov se je zelo vneto ukvarjal s sakralnim posodjem (kelihi, ciboriji, monštrance). Plečnik je eden največjih snovalcev sakralnega posodja.

## Pohištvo
V času ko je Jože Plečnik gradil znamenito Zacherlovo hišo na Dunaju, je zasnoval tudi interier iz temno politiranega lesa, ki ga je predstavil leta 1904 na zimski razstavi v Avstrijskem muzeju za umetnost in industrijo. Interier je bil sestavljen iz kredence, mize, več stolov, servirne mizice in posebej zato izdelane samostoječe ure. Pohištvo so izdelali v takrat najboljših mizarskih podjetjih na Dunaju - A. Ungenthüm in R. Ludwig. Podobno pohištvo je bilo razstavljeno spomladi leta 2007 v Narodni galeriji Ljubljana, replika samostoječe ure, ki jo je izdelal po Plečnikovih načrtih in fotografijah urar Jurij Hübšer iz Ljubljane pa v Mestnem muzeju Ljubljana v prvi polovici leta 2007.  